# Філібер Коммерсон
Філібер Коммерсон (фр. Philibert Commerson, 18 листопада 1727  —13 березня 1773) — французький натураліст, ботанік, іхтіолог, лікар.

## Життєпис
Походив з родини чиновників. Народився у місті Шатільон-ле-Домб у 1727 році. Син Жоржа-Марі Коммерсона, нотаріуса та радника князівства Домб (Священна Римська імперія), і Жанни-Марі Моз. Спочатку здобув домашню освіту. Потім навчався у містечку Бурж-ен-Бресс, де захопився ботанікою. Потім навчався у бенедиктинському абатстві в Бургундії. Не погодився з бажанням батька стосовно здобуття родинної професії нотаріуса, Філібер вирішив навчатися медицині, для чого 1748 року вирушив до університету в Монпельє.
Отримавши медичну освіту в Монпельє, де деякий час практикував, здобувши у 1754 році докторський ступінь. Протягом 1754—1756 років подорожував горами Севенни, Савоєю, Швейцарією, де збирав місцеві рослини. Під час мандрівок зустрівся у замку Ферні з письменником Вольтером, який запропонував Коммерсону стати його секретарем, але той відмовився.
У 1756 році він повернувся до Шатійон-ле-Домб, де 1758 року заснував ботанічний сад. Коммерсон здійснив низку подорожей з науковими цілями, вивчав і описував середземноморських риб, листувався при цьому з Карлом Ліннеєм. Водночас займався медичною практикою. У 1760 році одружився з донькою нотаріуса з роду Бо. 1762 року під час пологів вона померла. Це спричинило депресію у Філібера, який відійшов від усіх справ. У 1764 році він перебрався до Парижа, залишивши сина на виховання сестрі померлої дружини — абатисі. У Парижі Коммерсон затоваришував з астрономом Жеромом Лаландом, натуралістом Жоржем-Луї Бюффоном.
У 1766 році Коммерсон приєднався до експедиції Луї Бугенвіля, побувавши в Африці, Південній Америці та Океанії, відкривши за час подорожі близько 160 нових видів і родин рослин. Він зібрав багато зразків, що знаходяться наразі в Паризькому музеї природної історії. 
При поверненні 1769 року експедиції Бугенвіля до Франції Коммерсон залишився на Маскаренських островах для вивчення тамтешньої рослинності. У той час інтендантом островів Іль-де-Франс (сучасний Маврикій) і Іль-Бурбон (тепер Реюньйон) був П'єр Пуавр. Маєток Пуавра мав назву «Монплезир», який став одним з перших в південній півкулі ботанічних садів. Господар збирав тут тропічні рослини з різних місць. Коммерсон передав у дарунок дерева з Південної Америки, Таїті та інших островів Океанії. Разом з Пуавром займався вирощуванням та дослідженням рослин. Також потоваришував з морським інженером Жаком-Анрі Бернарді де Сен-П'єром. Він намітив провести докладні дослідження внутрішніх областей Іль-де-Франса, а також прибережних його вод. 
Але після від'їзду Пуавра 1772 року новий інтендант Жак Мейллар дю Месле позбавив вченого будь-якої підтримки, і Коммерсон змушений був шукати притулку для себе і місця для свого гербарію, що містився в 32 великих ящиках. Він поїхав на Бурбон, потім відвідав Мадагаскар і повернувся на Іль-де-Франс з новими зразками рослин, проте з підірваним здоров'ям. 
13 березня 1773 року Коммерсон помер у маєтку Ретре, розташованому в рівнинній провінції Флак. Коммерсон так багато зробив у галузі вивчення флори острова, що сто років по тому його назвали «батьком маврикійської ботаніки».

## Родина
Дружина — Антуанета Віванта Бо
Діти:
- Анн Франсуа Арчамбольт Коммерсон (1762—1834)

## Пам'ять
- понад 100 видів рослин носять його ім'я Філібера Коммерсона.
- декілька видів комах названо на честь Коммерсона
- хрущ Encya commersoni
- птах Mascarenotus sauzieri
- дельфін Коммерсона, відкритий Коммерсоном під час експедиції Бугенвіля в Магеллановій протоці.
- кратер у масиві вулкана Пітон-де-ла-Фурнез, на острові Реюньйон
- астероїд 13770